# Immeuble de rapport

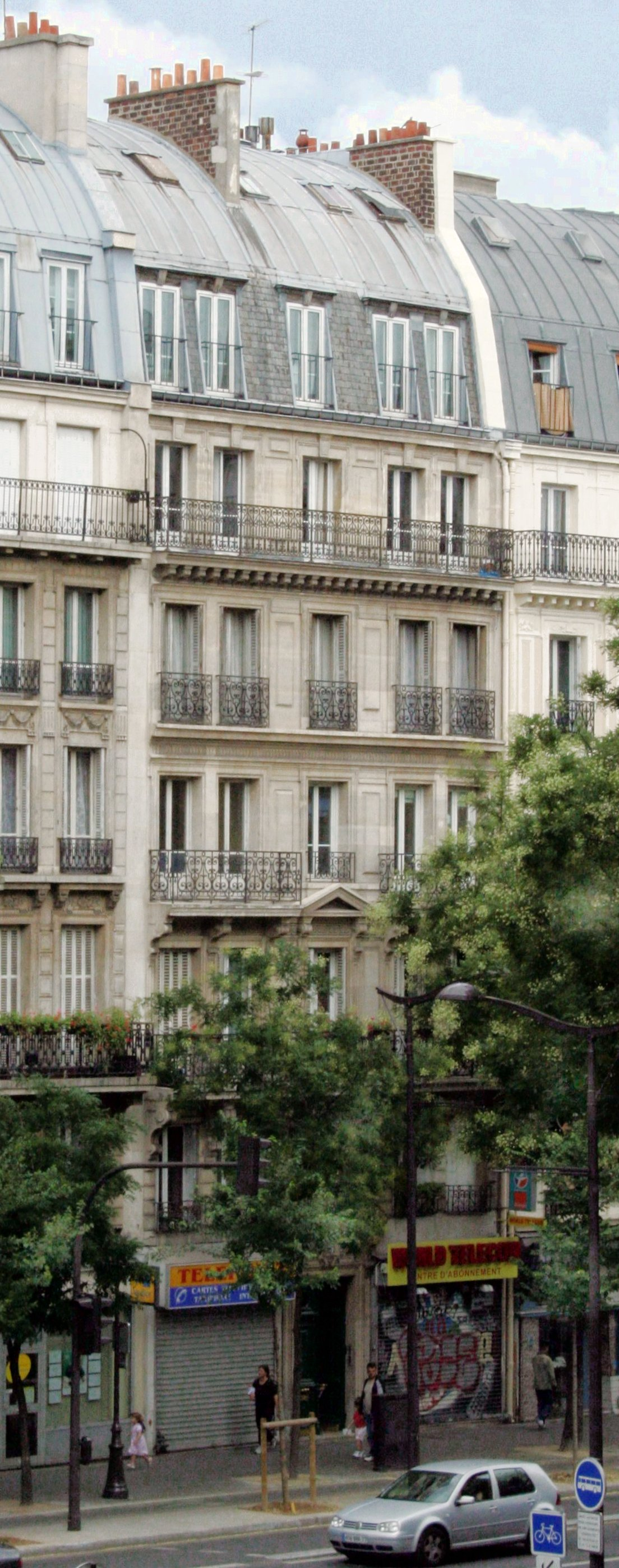
Facciata di un immeuble de rapport sul Boulevard de Magenta a Parigi.

L'immeuble de rapport, chiamato anche casa di relazione o casa in affitto, era un tipo di architettura apparsa in Francia nel XVIII secolo, e poi sviluppata nel XIX secolo.
A Parigi, l'investimento immobiliare si diffuse a partire dal regno di Luigi XVI. Durante la Restaurazione e il periodo haussmanniano, diversi investitori divisero grandi lotti e vi costruirono questo tipo di edificio.
Era così denominato in quanto finalizzato a ricordare al proprietario gli affitti dei nuclei familiari che occupano alloggi nell'edificio, la cui distribuzione per piano era standardizzata. Questo spiega l'osservabile regolarità della facciata.

## Descrizione
Si trattava di un edificio suddiviso in più abitazioni date in affitto da uno o più proprietari. La sua costruzione era il risultato di una transazione immobiliare. Era concepito come un investimento da parte del proprietario, e anche un edificio esistente poteva essere trasformato in questo genere di investimento immobiliare.
Essendo un investimento finanziario, il lotto veniva sfruttato al massimo di quanto consentito dalle norme urbanistiche.
L'ascesa dello sviluppo immobiliare pose fine a questo genere di investimento, come modello economico dominante nell'edilizia, nel corso del XX secolo. 

### Parigi
Tradizionalmente, a Parigi, si trattava di edifici tra i cinque e i sette piani, a seconda della larghezza della strada che costeggiavano e dell'epoca della loro costruzione. Gli investimenti immobiliari si sviluppavano come segue:
- il piano terra ospitava un'attività commerciale se era su un viale, un appartamento o una casa del custode se era su una strada residenziale,
- il primo piano era al piano rialzato,
- il secondo piano godeva di una maggiore altezza del soffitto e generalmente di un ampio balcone di pregio ornato o di un balcone che percorreva l'intera lunghezza della facciata (piano nobile abitato dai più ricchi),
- il terzo e il quarto piano erano generalmente di altezza minore, e identici tra loro,
- il quinto piano, trattato come un rifugio, aveva anche un balcone che gli conferiva l'aspetto di un piano nobile, compensando la sua eccessiva altezza dal suolo (e la fatica di salire la scala), ma soffriva della sua posizione troppo elevata, eccesso di calore o freddo, a seconda della stagione, e della vicinanza con il piano della servitù[1],
- il sesto piano era spesso l'ultimo, con soffitto più basso e in soppalco; accessibile solo dalla scala di servizio, ospitava generalmente le stanze della servitù.

In questi edifici era presente la convivenza dei ricchi e dei poveri, la stratificazione sociale avveniva verticalmente, per piano, piuttosto che orizzontalmente, per quartiere. Se si ripetevano le tipologie delle facciate, si assisteva tuttavia allo sviluppo di elementi decorativi, sotto forma di modanature in gesso (intelaiature di campate, balaustre, portoni d'ingresso) o sculture in pietra, ed elementi in ghisa (ringhiere dei balconi).
La presenza dell'ascensore, nella seconda parte del XIX secolo, non solo migliorò la vita degli abitanti ma sconvolse le gerarchie sociali. I piani superiori, dispensatori di vista e di luce, e lontani dai fastidi della strada, sono oggi i più ricercati, e soprattutto l'ultimo, chiamato attico.

## Investimento locativo
L'investimento immobiliare era un investimento la cui particolarità era quella di essere una casa collettiva senza stato di comproprietà poiché l'intero immobile era di proprietà dello stesso locatore.
Oggi, però, questi edifici tendono ad essere venduti dal loro proprietari e diventano dei classici condomini.